# Magnetowid

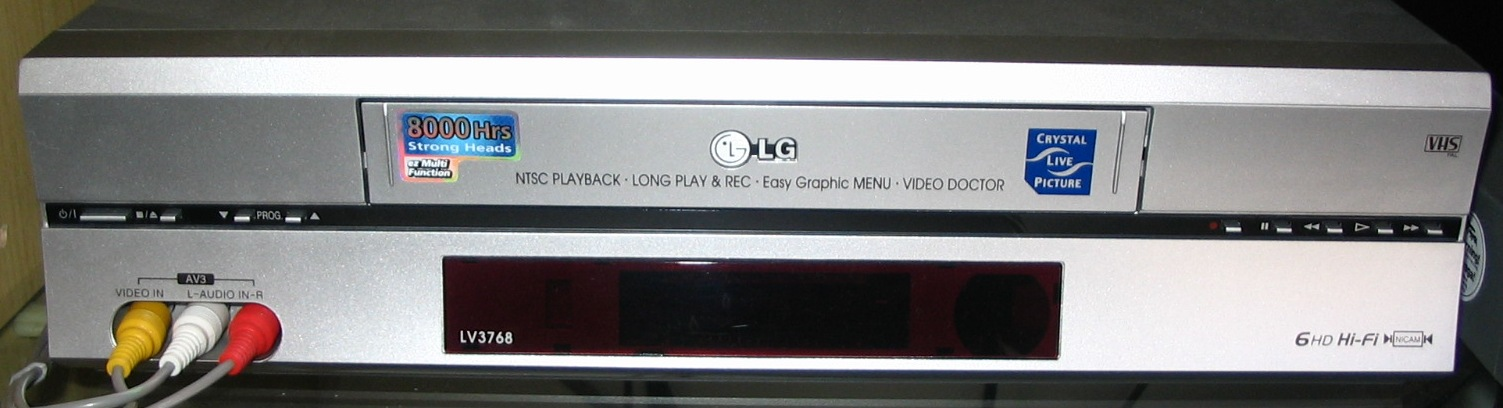
Magnetowid kasetowy LG standardu VHS

Magnetowid – urządzenie do magnetycznego rejestrowania i odtwarzania obrazu z taśmy magnetycznej, działające na podobnej zasadzie jak magnetofon.

## Historia
Pierwszy magnetowid został zbudowany w roku 1956 przez amerykańskie przedsiębiorstwo Ampex (symbol VR-1000). Materiał był rejestrowany na taśmie magnetycznej o szerokości 2 cali (około 5,1 cm). Pierwszym programem, zarejestrowanym do późniejszego odtwarzania, były wiadomości telewizyjne.
W roku 1965 pojawiły się pierwsze magnetowidy przeznaczone do użytku domowego. Seryjna produkcja magnetowidów domowych, wraz z dostosowanymi do nich taśmami nawijanymi na szpulach, została uruchomiona w roku 1970 przez przedsiębiorstwo Philips. Magnetowid znacznie unowocześniono, kiedy pojawiły się pierwsze wideokasety, wprowadzone przez przedsiębiorstwo JVC.
W ciągu roku 1981 sprzedano w Niemczech ponad 700 tys. magnetowidów. Dużym powodzeniem cieszyły się magnetowidy pracujące w standardzie Video 2000, niemniej 3/4 rynku zachodnioniemieckiego było opanowane przez produkty przedsiębiorstw japońskich, sprzedające magnetowidy pracujące w standardzie VHS i Betamax.
Ostatnim producentem magnetowidów na świecie, po wycofaniu się Panasonica w 2012 roku, było japońskie przedsiębiorstwo Funai Electric, które ogłosiło zaprzestanie ich produkcji do końca lipca 2016. W 2015 roku Funai sprzedał 750 tys. magnetowidów, głównie w Stanach Zjednoczonych.

## Zasada działania

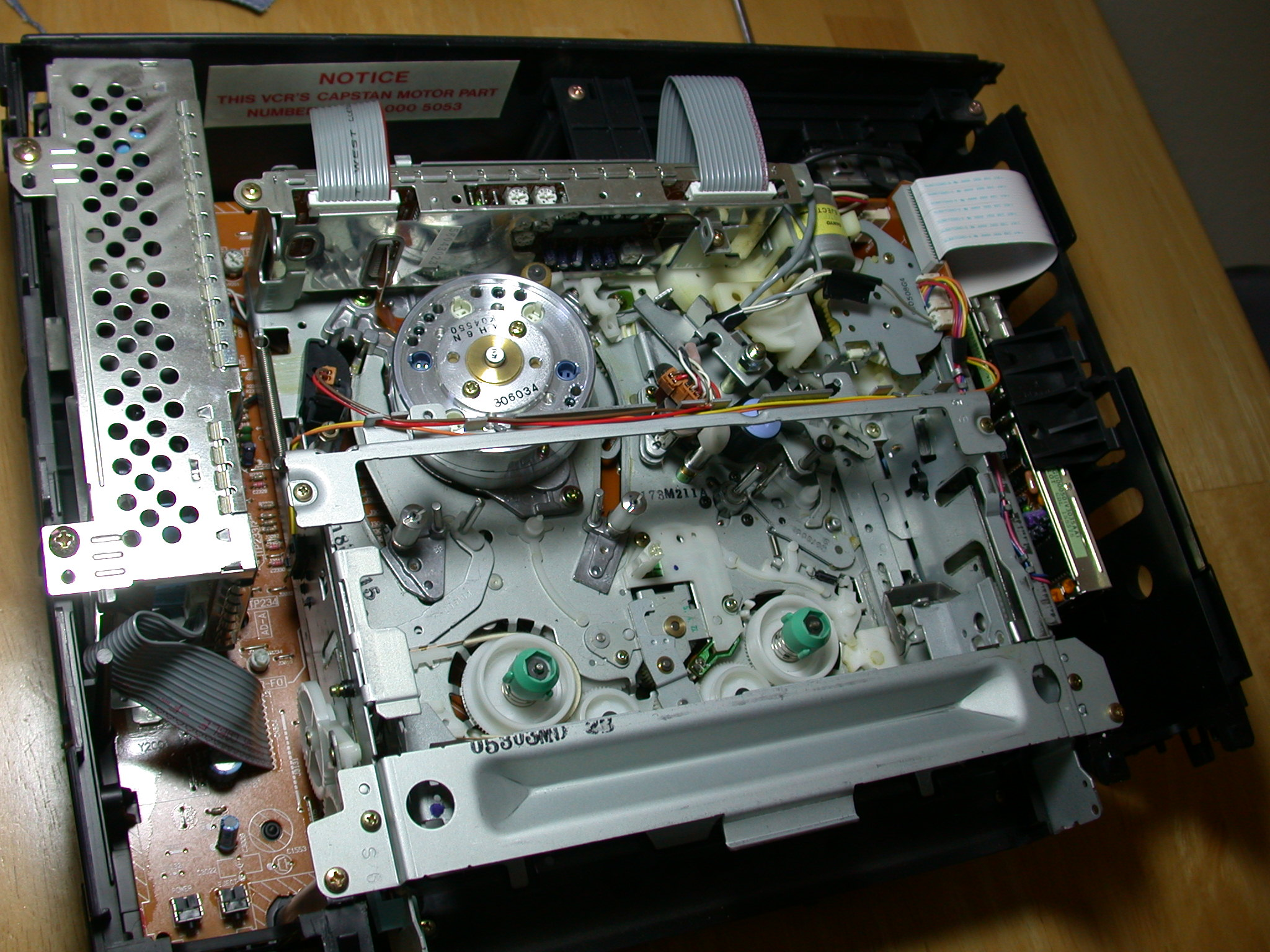
Wnętrze magnetowidu

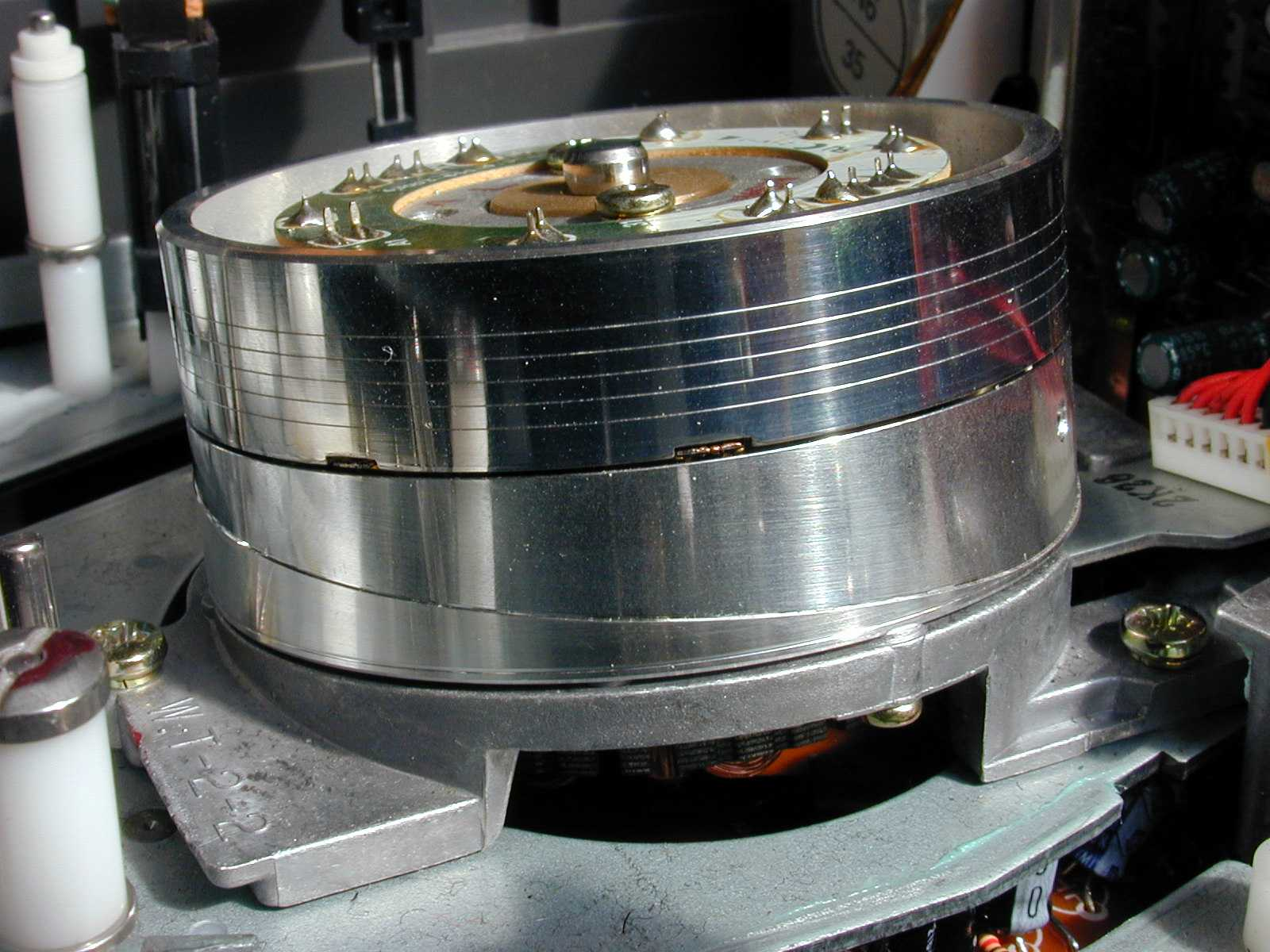
Sześciogłowicowy bęben z magnetowidu VHS

Ze względu na budowę rozróżnia się urządzenia studyjne oraz urządzenia domowego użytku. Magnetowidy, jako urządzenia domowego użytku wyposażone są w tuner telewizyjny, pozwalający na odbieranie sygnału telewizyjnego. Stanowi to rozwinięcie wcześniejszego rozwiązania jakim był odtwarzacz wideo oraz urządzenia przejściowego – odtwarzacza wideo z funkcją nagrywania. Integracja z tunerem skutkowała wprowadzeniem kolejnej funkcji: programator (ang. timer), pozwalającej użytkownikowi automatycznie rejestrować programy nadawane przez telewizję; urządzenia bez tunera telewizyjnego nazywane są potocznie „odtwarzaczami” (czasem „z możliwością nagrywania”). W urządzeniach studyjnych nie jest wymagany zintegrowany modulator sygnału telewizyjnego.
Typowo w magnetowidzie sygnał wizyjny zapisywany jest przez zespół głowic (najczęściej 2 lub 4, w urządzeniach wyższej klasy 6) ustawionych ukośnie względem przesuwającej się taśmy (tzw. zapis helikalny). Fonia oraz tzw. ścieżka taktująca (synchronizacji) zapisywana jest na brzegu taśmy. Modele oznaczone symbolem HiFi rejestrują wysokiej klasy dźwięk dodatkowymi głowicami wirującymi (VHS w głębszej warstwie taśmy), głowicami wizyjnymi razem z pasmem wizji (Betamax, Video8) – także cyfrowo w formacie PCM (Betamax), lub głowicami wizyjnymi na przedłużeniu ścieżki wizyjnej cyfrowo w formacie PCM (Video8). Format Betamax HiFi i PCM służył również w niektórych studiach nagrań jako wzorcowy magnetowid edycyjny.
Na przykład: urządzenie wyposażone jest w specjalny układ elektroniczny – taki jak w komputerze – sterujący pracą urządzenia i umożliwiający jego programowanie, np. nagranie interesującej nas audycji.
Magnetowidy do użytku amatorskiego („domowe”) oferują niezbyt wysoką jakość zapisu obrazu. Zapis na kasecie VHS w standardzie PAL zamyka się w paśmie 3 MHz (dla porównania: do uzyskania pełnej jakości obrazu wymagane jest pasmo 6,5 MHz) i pozwala osiągnąć rozdzielczość poziomą rzędu 170 linii (w porównaniu do ok. 500 linii przy maksymalnej jakości). Późniejsze ulepszenia pozwoliły zwiększyć tę wartość do ok. 220–240 linii. W 1987 r. JVC przedstawiło standard Super VHS, który pozwalał osiągnąć rozdzielczość poziomą do 420 linii, przy rozdzielczości 560 linii obowiązującym wówczas w standardzie nadawanym przez telewizję. System S-VHS był również wykorzystywany do zastosowań profesjonalnych przez stacje telewizyjne.

## Standardy kasetowe

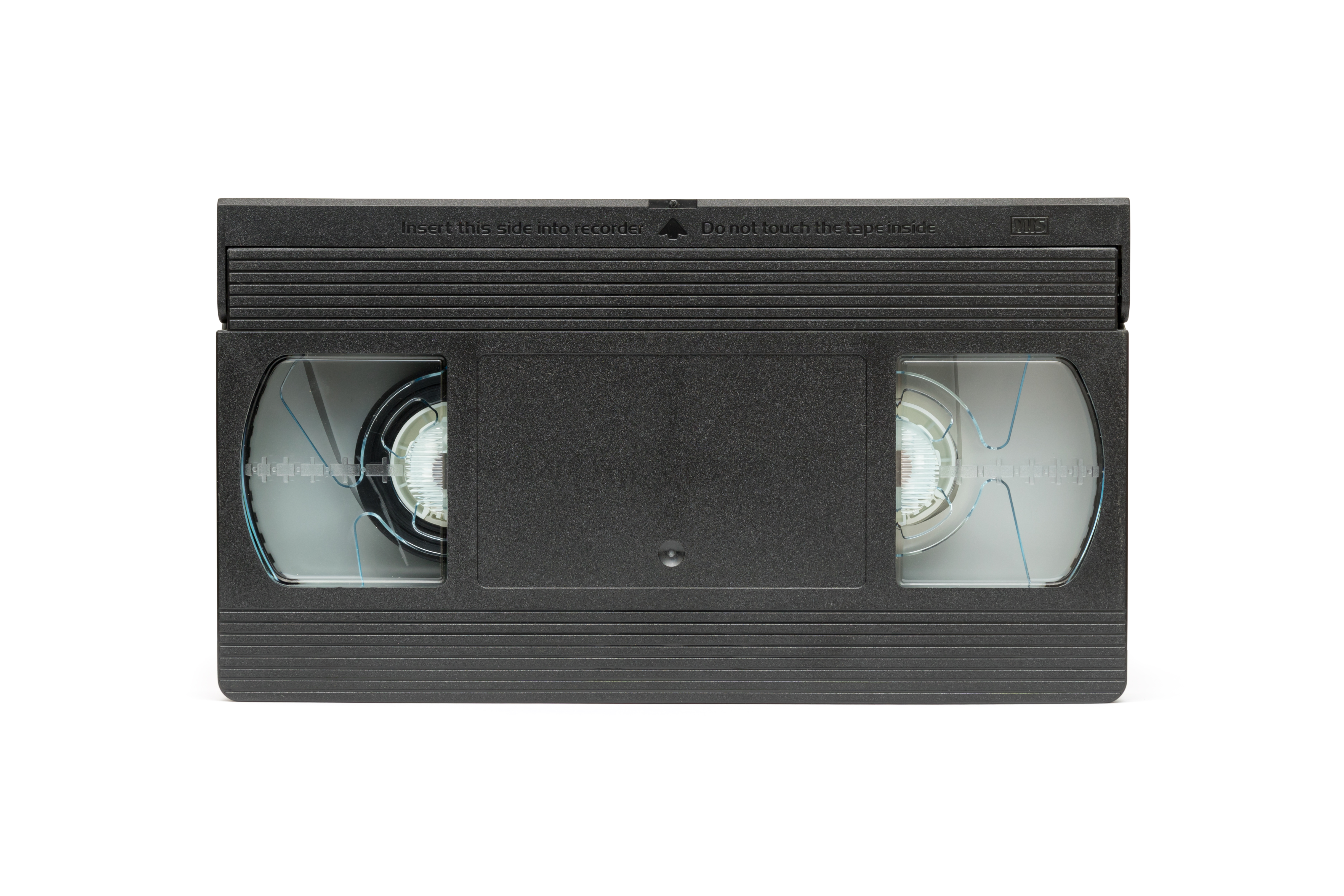
Kaseta wideo, system VHS

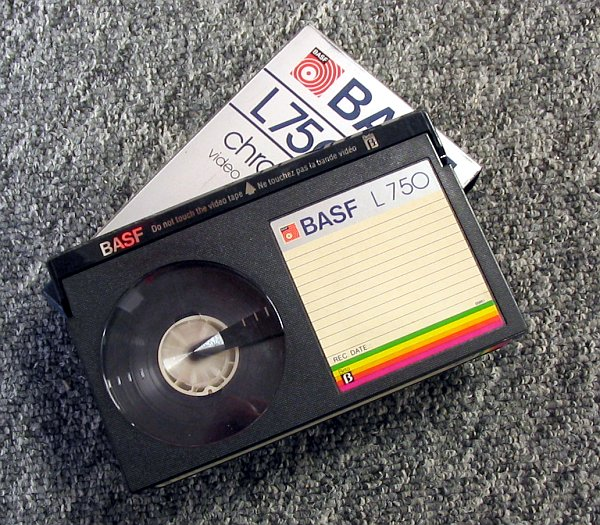
Kaseta wideo firmy BASF, system Betamax

W krajach europejskich najbardziej rozpowszechnionym standardem jest VHS – najsłabszy z systemów do tej pory opracowanych, nazywany złośliwie „Very Horrible System” (ang. „bardzo zły system”).
Inne standardy kasetowe to:
- sprzęt domowego użytku: S-VHS (400 linii), Hi8 (440 linii), Video8 (260 linii), Video 2000 (270 linii), W-WHS, D-VHS, Digital-8 (500 linii), MiniDV, VHS-C, SVHS-C, Betamax (270 linii), SuperBeta (290 linii), ED-Beta (500 linii),
- sprzęt studyjny: U-Matic, Betacam, Betacam SP, Betacam SX, Digital Betacam, MPEG IMX, HDVS, HDV, DVCAM, HDCAM, HDCAM SR, DVCPRO, DVCPRO50, DVCPRO HD, Digital S, MII, D1, D2, D5.

Niektóre z wymienionych standardów zapisu magnetycznego na kasetach opracowano z przeznaczeniem prawie wyłącznie do kamer, jednak spotyka się również magnetowidy obsługujące te standardy bez konieczności stosowania specjalnych adapterów.
W latach 80. używane były również domowe magnetowidy systemów: Video 2000, zwany także video 2x4 (oznaczenie kaset VCC 480 dla kaset dwustronnych 2×4 godziny, 270 linii), CVC (260 linii – miniaturowy magnetowid na taśmie 6 mm), V-Cord I i II, Quasar VX oraz VCR LP (format Philipsa produkowany również w PRL, 270 linii – szpulki w kasecie jedna nad drugą). Warto pamiętać, że najgorszy studyjny magnetowid szpulowy kolorowy z lat 60. oferował lepszą rozdzielczość i dynamikę niż najlepszy standard amatorski z lat 90.
Jakość amatorskiego MiniDV można porównywać z jakością studyjną (500 linii), przy czym technologia ta w ostatnich latach ewoluowała do jakości HD (1020 linii) a obecnie, praktycznie w całości została wyparta przez nośniki cyfrowe (na przykład karty pamięci SD).

## Alternatywa dla magnetowidów
Magnetowidy straciły na popularności na skutek upowszechniania się DVD, a następnie Blu-ray, które zapewniają obraz i dźwięk o wyższej jakości w porównaniu z zapisem VHS. Magnetowidy cyfrowe oraz płyty Video CD i DVD-Video przechowują obraz i dźwięk w postaci skompresowanej (kompresja stratna), oraz mniej stratną i oferującą możliwość zapisu z większą rozdzielczością na płytach Blu-ray. Płyty VCD, DVD-Video i Blu-ray nie ulegają zużyciu w trakcie odtwarzania (w odróżnieniu od wszystkich nośników magnetycznych z zapisem analogowym). Płyty DVD-Video nie nazywa się celowo dyskami wizyjnymi, gdyż treścią są zapisywane dane cyfrowe, zawierające zarówno obraz, dźwięk, rozbudowane menu, jak i inne dane (metadane) przeznaczone do odczytu w komputerach multimedialnych oraz dedykowanych odtwarzaczach podłączanych do telewizora.
DVD-Video oferuje nieco gorszą jakość od kaset MiniDV zawiera mniej artefaktów kompresji na kasecie – co wynika z różnicy w pojemności tych nośników: DVD to 4,7 GB, podczas gdy kaseta MiniDV to około 14 GB przy czasie odtwarzania około 60 minut format DVCAM jest praktycznie bezstratny.
Formaty dysków wizyjnych rozpowszechnione w latach 80. i 90. XX wieku to np. LaserVison, VHD oraz CED.
Były produkowane pod takimi markami jak: Sony, Hitachi, Sanyo, Philips, Akai, Grundig, Samsung, Matsushita (Panasonic, JVC), Sharp, Toshiba, Funai, Aiwa, Ōtake, Goldstar, Daewoo, LG, Lexus.